# Cortese dell'Alto Monferrato
Cortese dell'Alto Monferrato è una DOC riservata ad alcuni vini la cui produzione è consentita nelle provincie di Alessandria e Asti.

## Zona di produzione
La zona di produzione comprende l'intero territorio dei seguenti comuni:
in provincia di Asti: Bubbio, Canelli, Castelnuovo Belbo, Fontanile, Incisa Scapaccino, Mombaruzzo, Monastero Bormida, Montabone, Nizza Monferrato, Roccaverano, Vesime, Bruno, Maranzana, Cortiglione, Quaranti, Castelletto Molina, Castel Rocchero, Calamandrana,Rocchetta Palafea,
Rocchetta Tanaro, Castel Boglione, Cassinasco,Sessame, Loazzolo, Cessole, San Giorgio Scarampi, Olmo Gentile, Mombaldone, Serole, S. Marzano Oliveto, Vinchio, Vaglio Serra,Mombercelli, Belveglio e Castelnuovo Calcea;
in provincia di Alessandria: Acqui Terme, Alice Belcolle, Basaluzzo, Belforte Monferrato, Bistagno, Carpeneto, Carosio, Casaleggio Borio, Cassine, Cassinelle, Castelletto d'Erro, Castelletto d'Orba, Castelnuovo Bormida, Cavatore, Cremolino, Denice, Gamalero, Grognardo, Lerma, Malvicino, Predosa, Melazzo, Merana, Molare, Montaldeo, Montaldo Bormida, Montechiaro d'Acqui, Morbello, Mornese, Morsacco, Orsara Bormida, Ovada, Pareto, Ponti, Ponzone, Prasco, Ricaldone, Rivalta Bormida, Rocca Grimalda, Silvano d'Orba, Spigno Monferrato, Strevi, Tagliolo Monferrato, Terzo d'Acqui, Trisobbio e Visone; parzialmente nei comuni di: Capriata d'Orba, Francavilla Bisio, Novi Ligure, Pasturana e Sezzadio. ..

## Tecniche di produzione
Le operazioni di vinificazione e spumantizzazione devono essere effettuate nell'interno della zona di produzione; tenuto conto delle tradizioni è consentito effettuarle nelle province di Alessandria, Asti, Cuneo e Torino.

## Disciplinare
La DOC Cortese dell'Alto Monferrato è stata istituita con DM 20.07.1979 pubblicato sulla Gazzetta Ufficiale n. 322 del 26.11.1979
 Successivamente è stato modificato con 
- DM 26.06.1992 G.U. 160 - 09.07.1992
- DM 13.10.1993 G.U. 255 - 20.10.1993
- DM 30.11.2011 G.U. 295 – 20.12.2011
- DM 12.07.2013 Pubblicato sul sito ufficiale del Mipaaf
- La versione in vigore è stata approvata con DM  07.03.2014 pubblicato sul sito ufficiale del Mipaaf[1]

## Tipologie
Sono previste le versioni Spumante e Frizzante
| uvaggio                        | Cortese 85% minimo; altri vitigno bianchi 15% massimo. |
| titolo alcolometrico minimo    | 10,00% vol.                                            |
| acidità totale minima          | 5,00 g/l.                                              |
| estratto secco minimo          | 15,00 g/l                                              |
| resa massima di uva per ettaro | 100 q.                                                 |
| resa massima di uva in vino    | 70%                                                    |